# Isotima difficilis
Isotima difficilis är en stekelart som beskrevs av Jonathan 1980. Isotima difficilis ingår i släktet Isotima och familjen brokparasitsteklar. Inga underarter finns listade i Catalogue of Life.